# ساراكة أنبوبية الأزهار
ساراكة أنبوبية الأزهار (الاسم العلمي:Saraca tubiflora) هي نوع من النباتات تتبع جنس الساراكة من الفصيلة البقولية.